# 唐佳琳
唐佳琳（1991年11月5日—），吉林白山市人，中国冬季两项运动员。
2006年入选中国队，2011年参加了亚冬会。2011年，匈牙利世界杯上获得了第六名，后代表中国参加2014年冬季奥林匹克运动会，参加冬季兩項比賽。